# Chiesa di San Giovanni Battista (Casperia)
La chiesa di San Giovanni Battista è la parrocchiale di Casperia, in provincia di Rieti e sede suburbicaria di Sabina-Poggio Mirteto; fa parte della vicaria di Poggio Mirteto-Magliano.

## Storia
La primitiva chiesetta sorse probabilmente nel XII secolo e fu eretta a parrocchiale nel 1409, come confermato pure dal vescovo Andrea Corsini all'epoca della sua visita pastorale verso il 1780.
L'edificio venne ampliato nel 1515 mediante la costruzione delle navate laterali, per poi essere consacrato nel 1534.
Nel 1791 la parrocchiale venne interessata da un intervento di ammodernamento e di rifacimento, al termine del quale, nel 1825, fu riconsacrato.
Nel 2015, in ossequio alle norme postconciliari, ai procedette alla realizzazione del nuovo altare rivolto verso l'assemblea.

## Descrizione

### Esterno
La facciata a capanna della chiesa, rivolta a nord e scandita da quattro lesene doriche, presenta centralmente il portale d'ingresso e sopra un ovale contenente una raffigurazione sacra; in alto, nel fregio si legge l'iscrizione "BEATO IOANNI B.TAE".
Annesso alla parrocchiale è il campanile romanico in pietra a base quadrata, risalente al XII secolo; presenta su ogni lato due ordini di bifore ed è coronato da un registro con l'oggetto ospitante una vasca per l'acqua piovana, realizzata nel 1934.

### Interno
L'interno dell'edificio si compone di un'unica navata, sulla quale si affacciano le cappelle laterali, tra loro comunicanti, e i bracci del transetto, e le cui pareti sono scandite da lesene sorreggenti il cornicione, sopra il quale si imposta la volta a botte; al termine dell'aula si sviluppa il presbiterio, chiuso dall'abside semicircolare.
Qui sono conservate diverse opere di pregio, tra le quali la tela con soggetto il Battesimo di Gesù, realizzato nel 1524 da Giacomo Santoro, l'affresco ritraente la Madonna col Bambino assieme ai santi Antonio Abate e Giuseppe, risalente al XVI secolo, e la statua raffigurante San Sebastiano, scolpita nel Seicento.